# IWBasic
Ionic Wind Basic (IWBasic) — среда разработки с синтаксисом похожим на Бейсик, 32-битный компилятор и компоновщик для создания win32-приложений, как консольных, так и с графическим интерфейсом, а также динамических библиотек.

## Описание
Поддерживает процедурное программирование, объектно-ориентированное программирование, модульное программирование. Имеется встроенный редактор и отладчик на основе Scintilla. При компиляции создаёт небольшие и быстрые исполняемые файлы и библиотеки DLL. Использует стандартные файлы форматов COFF и LIB. Возможность использовать ассемблерные вставки для оптимизации кода.
Синтаксис включает более 800 встроенных команд и функций, в числе которых математические операторы и функции, обработка связанных списков, создание окон, диалогов и элементов управления, расширенные и простые операторы указателя, MIDI-музыка и звуки, графические операторы для рисования, поддержка вывода текста и графики на принтер, поддерживает косвенные вызовы функций, создание макросов с несколькими выражениями, ANSI-совместимые типы UDT и UNION, определения вложенных структур, вызовы функций STDCALL и CDECL, 2D-игровые команды, DirectX, есть поддержка Component Object Model. Возможно взаимодействие с Windows API, библиотеками среды выполнения на языке Си и библиотеками статического кода. Допустим импорт переменных и методов из файлов DLL, встроена поддержка базы данных ODBC. Имеется поддержка Unicode, позволяет разрабатывать веб-приложения со встроенным управлением браузером HTML.